# جوزپه وردوکی
جوزپه وردوکی (انگلیسی: Giuseppe Verduci؛ زادهٔ ۴ ژانویهٔ ۲۰۰۲) بازیکن فوتبال است.